# Neuwiller
Neuwiller là một xã ở tỉnh Haut-Rhin trong vùng Grand Est ở đông bắc Pháp. Xã này có diện tích 3,72 km², dân số năm 1999 là 539 người. Khu vực này có độ cao 330 mét trên mực nước biển.